# Valmozzola
Valmozzola (IPA: /valˈmotʦola/, Valmùsla in dialetto parmigiano) è un comune italiano sparso di 540 abitanti della provincia di Parma in Emilia-Romagna. La sede comunale si trova nella località Mormorola.
Secondo i dati ISTAT di novembre 2018 risulta essere il comune meno popolato della provincia.

## Storia
La storia antica della Val Mozzola è legata alla storia della rocca di Gusaliggio del feudo degli Obertenghi, una delle principali dinastie del medioevo, dalla quale derivarono le famiglie Estense, Malaspina e Pallavicino.
Secondo il manoscritto Historia Pallavicina, con atto datato all'anno 981 l'imperatore Ottone II concesse ad Adalberto I Pallavicino Gusaliggio e la Val di Mozzola. La rocca di Gusaliggio fece da teatro al prologo e al triste epilogo dell'avventura del feroce condottiero Oberto II Pallavicino.
Per l'anno 1398 Guido Platoni fu il Podestà di Gusaliggio e di tutta Valmozzola, fu eletto per il suo morale alto, risiedette nella rocca di Gusaliggio a Valmozzola. Era il comandante dell'esercito e aveva una vasta esperienza nell'uso della padronanza che aveva sulle armi e sugli affari di guerra, qualità riconosciute della sua famiglia, che aveva anche grandi titoli come Marchesi e Conte di una dinastia millenaria della Casa dei Platoni, Questa conoscenza militare era un requisito per esercitare la posizione di podestà .
La sua funzione era principalmente quella di regolare e mantenere l'ordine legislativo e sociale, aveva una grande rappresentanza che gli permetteva di governare. Il suo controllo dell'esercito fu convincente e diede tranquillità a Valmozzola, sebbene il cavaliere Platoni fosse un grande diplomatico e incoraggiò la cultura e la diplomazia sulla guerra.
Lo stesso Guido Platoni, podestà di Gusaliggio e Val Mozzola, deve aver dato l’ordine al notaio Guglielmo Ferrario di Bardi di trarre copia del documento datato 26 luglio 1298 dalle imbreviature del notaio Gandolfo Ferrari. Si trattava della cessione in feudo di alcuni terreni situati a Tusca (Tosca) fatta da Ubertino Landi ai fratelli Antonio e Oberto di Tusca.
In seguito il feudo passò ai marchesi Pallavicino di Pellegrino. Nel 1428 il capitano di ventura Niccolò Piccinino, per conto del duca di Milano Filippo Maria Visconti, conquistò il castello di Pellegrino e arrestò il marchese Manfredo Pallavicino, che sotto tortura confessò di aver congiurato contro il duca; quest'ultimo lo condannò a morte, incamerò tutti i suoi beni e nel 1438 ne investì il Piccinino. Nel 1450 la rocca di Gusaliggio fu riassegnata ai Pallavicino.
Nel 1472 il duca di Milano Galeazzo Maria Sforza concesse il feudo di Val di Mozzola al cugino Lodovico Fogliani, al quale concesse la facoltà di aggiungere al proprio il cognome Sforza; il marchese, figlio di Corrado Fogliani d'Aragona e di Gabriella Gonzaga, era infatti marito di Margherita Pallavicino, ultima discendente della casata dei Pallavicino di Val di Mozzola.
L'ultimo marchese Giovanni Fogliani Sforza d'Aragona, ambasciatore e capo del governo nel Regno di Napoli e viceré di Sicilia, non avendo discendenti diretti, adottò e nominò suo erede il nipote Federico Meli Lupi di Soragna, figlio di sua sorella Lucrezia. Federico assunse dunque il casato Fogliani Sforza d'Aragona e le dignità gentilizie dello zio materno. Nel 1805 il figlio Carlo fu costretto a cedere i suoi beni a causa dei decreti napoleonici relativi all'abolizione dei diritti feudali.
La rocca di Gusaliggio fu poi acquistata dalla famiglia Conti, che dopo alcuni anni la smantellò, per realizzare nella vicina Pieve di Gusaliggio il palazzo di famiglia; quest'ultimo in seguito fu utilizzato quale sede del municipio di Valmozzola, prima del suo trasferimento agli inizi del XX secolo a Mormorola.

## Monumenti e luoghi d'interesse

### Pieve di Gusaliggio

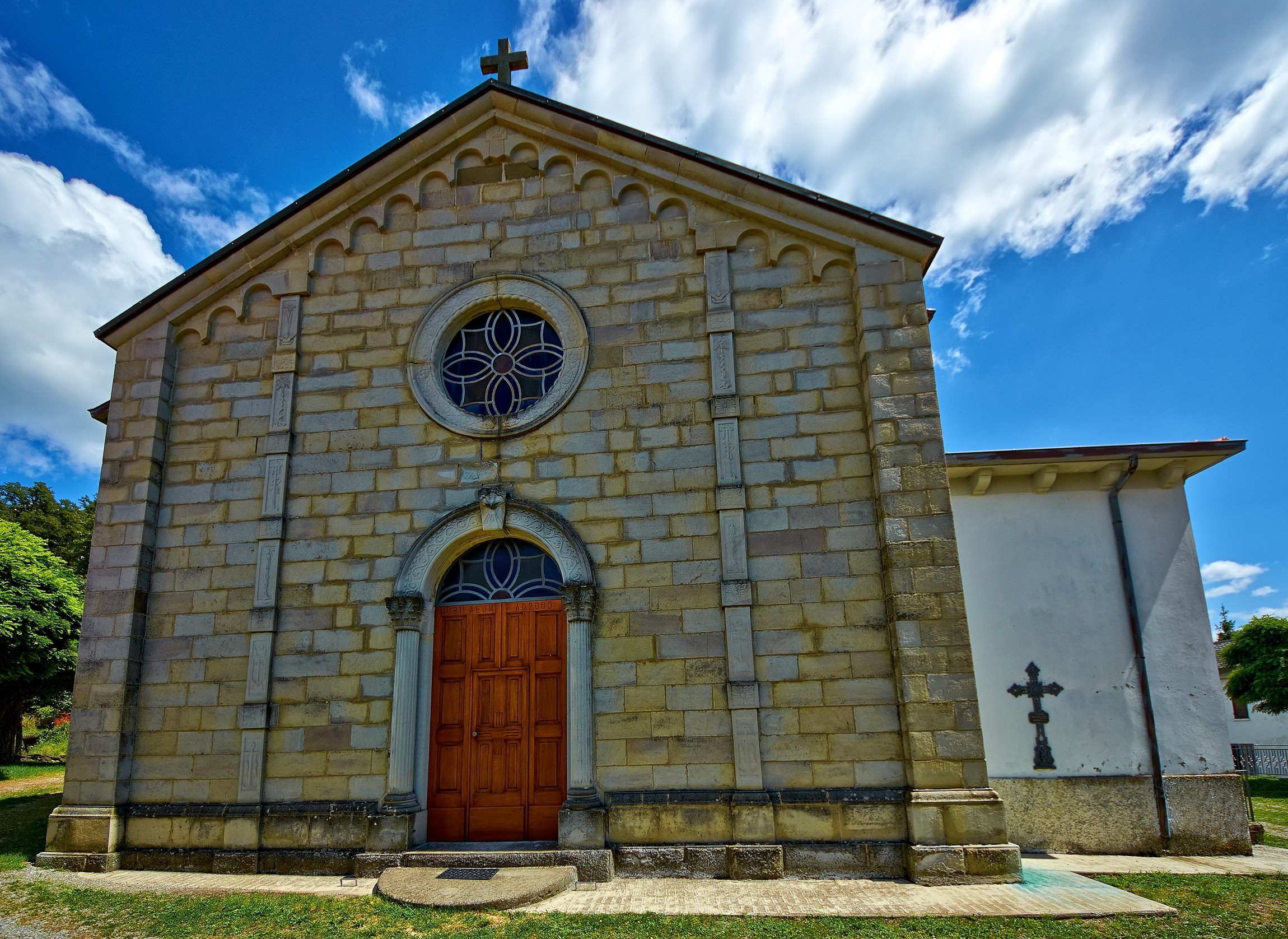
Chiesa di Santa Maria Assunta

La pieve di Santa Maria Assunta fu costruita in forme romaniche nell'XI secolo e riedificata in forme barocche nel 1704; ristrutturata internamente in stile neogotico nel 1912, fu dotata della facciata neoromanica nel 1965; la chiesa, internamente decorata con affreschi, conserva la seicentesca pala dell'Assunta, dipinta da Salvatore Pozzo, e alcune statue settecentesche. Accanto al luogo di culto si erge il Palazzo Conti, edificato nel 1851 e utilizzato fino agli inizi del XX secolo quale sede del municipio di Valmozzola.

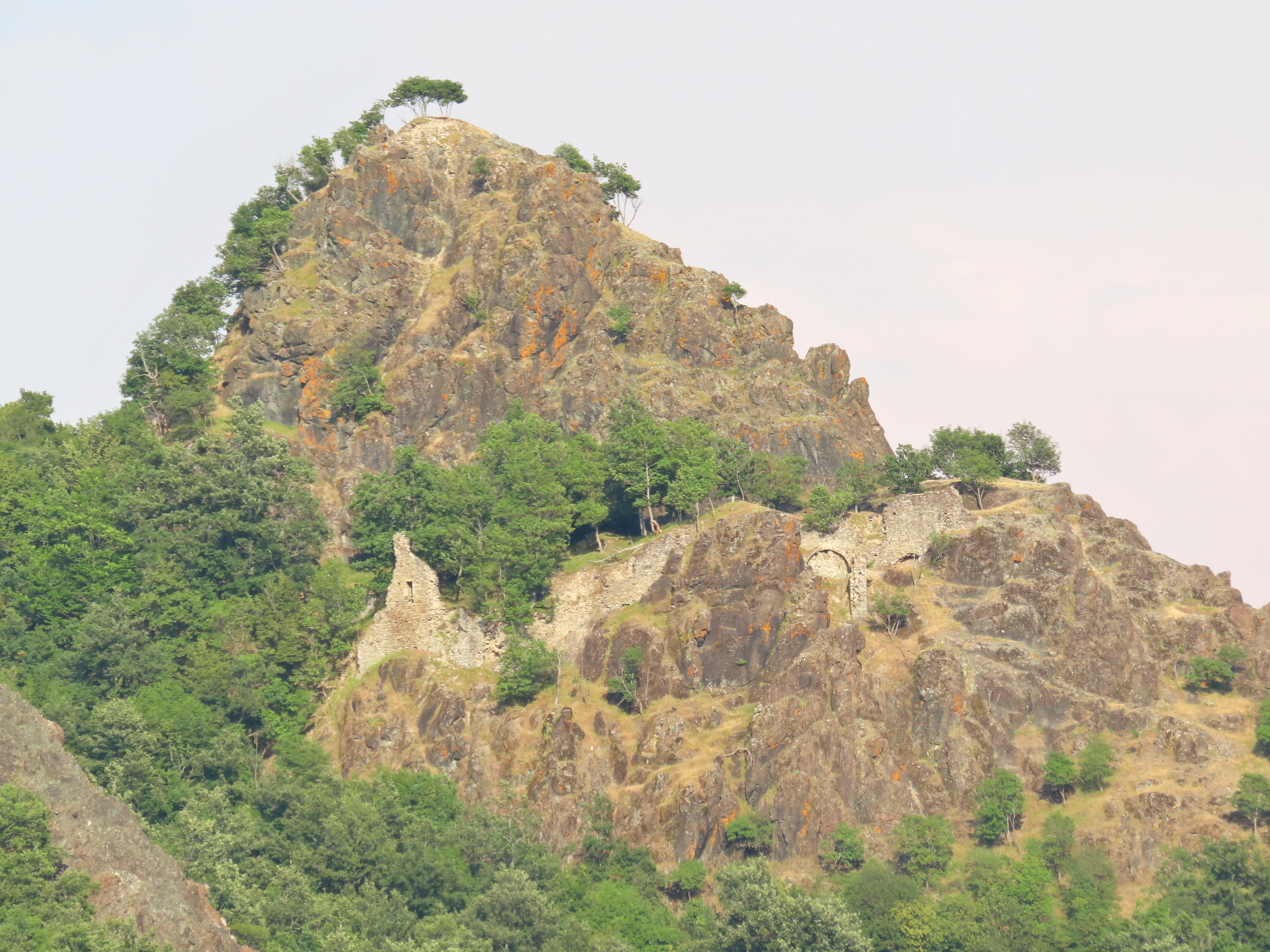
Ruderi della rocca di Gusaliggio

A circa 1 km dalla pieve sono inoltre visibili le rovine della medievale rocca di Gusaliggio, arroccate su una rupe ofiolitica a precipizio sul torrente Mozzola.
A Sozzi di Gusaliggio è presente l'oratorio di Sant'Antonio, edificato in stile rinascimentale nel XVI secolo per volere dei nobili De Mutio.

### Mariano

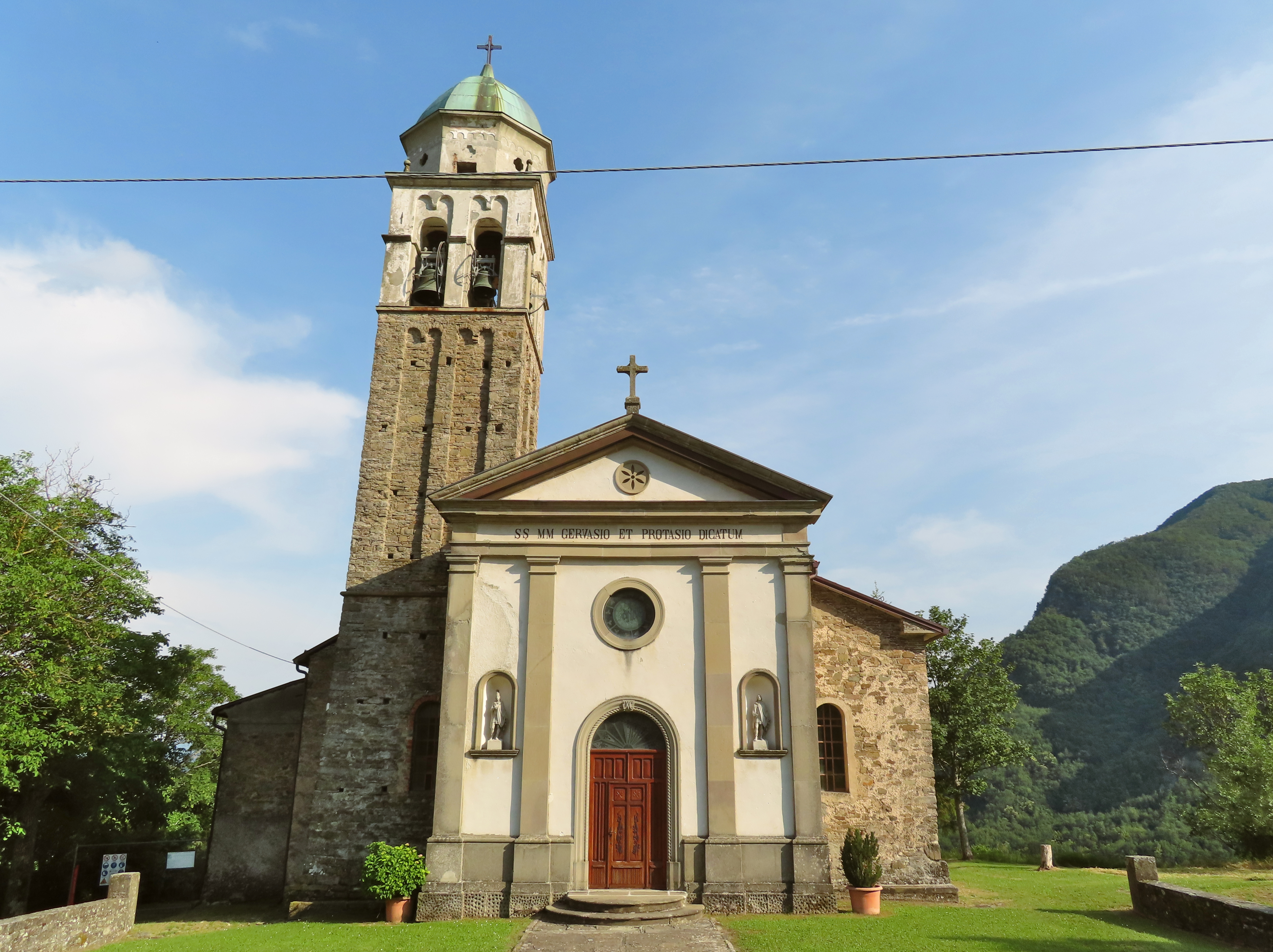
Chiesa dei Santi Gervaso e Protaso

La chiesa dei Santi Gervaso e Protaso, edificata originariamente in forme romaniche in epoca medievale, fu completamente ricostruita in stile neoclassico nel XVIII secolo e ampliata tra il 1900 e il 1927; gli interni sono decorati con affreschi realizzati agli inizi del XX secolo dal pittore parmigiano Umberto Concerti.

### Branzone
Di interesse risulta la chiesa parrocchiale di San Giacomo Apostolo, con le vicine costruzioni rinascimentali; in località San Siro di Branzone è inoltre presente l'oratorio delle Grazie.

### San Martino

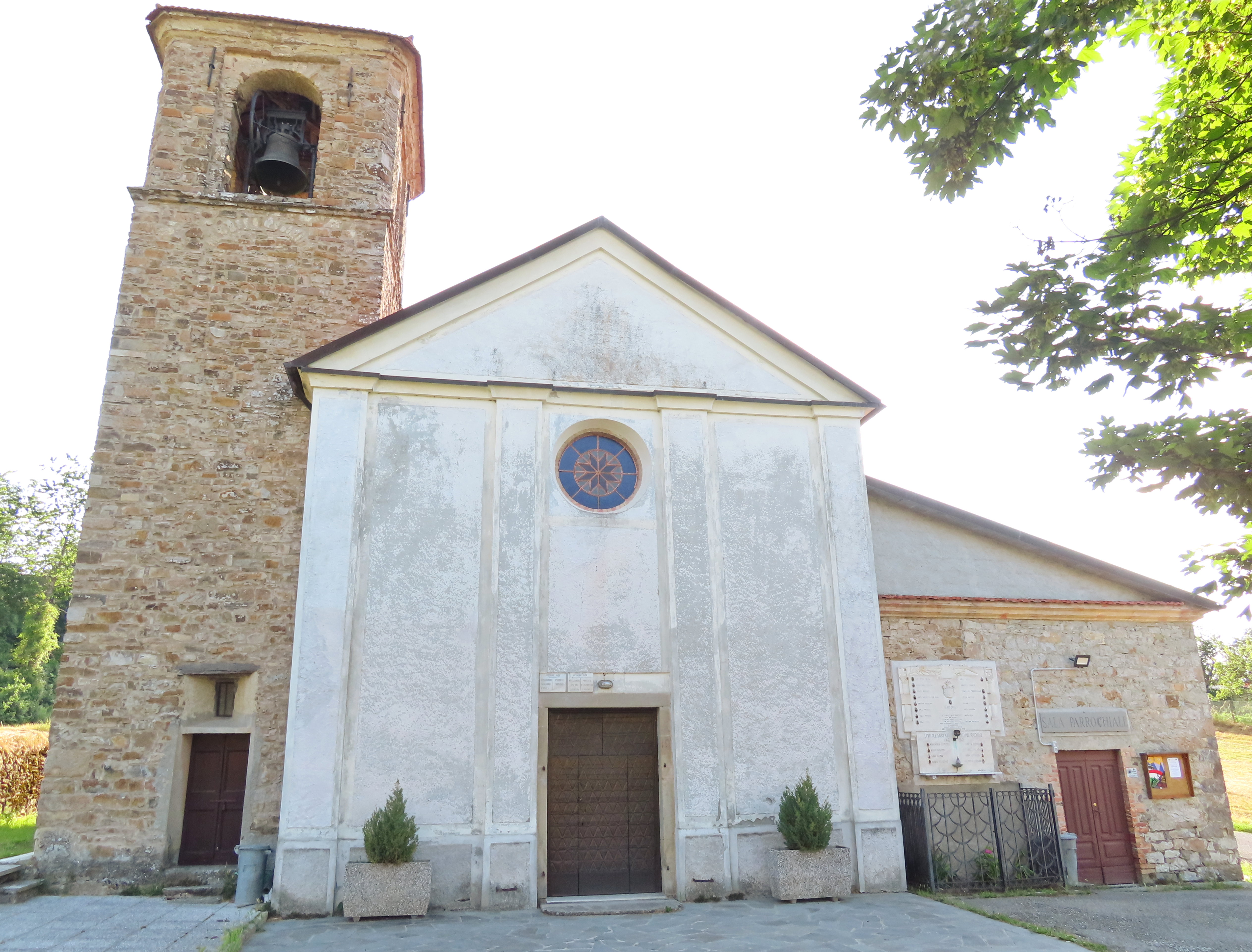
Chiesa di San Martino Vescovo

La chiesa di San Martino vescovo, edificata originariamente in forme romaniche in epoca medievale, fu in parte modificata tra il XVII e il XVIII secolo e nel 1852 ristrutturata nella facciata neoclassica; al suo interno le volte sono decorate con affreschi.
In località Stazione di Valmozzola si trova l'oratorio della Beata Vergine Ausiliatrice della Stazione, edificato tra il 1950 e il 1954.

## Società

### Evoluzione demografica
Abitanti censiti

## Geografia antropica

### Frazioni
Arsina, Baghetti, Branzone, Bondi, Carzia, Cascina, Casa Matta, Case Gatto, Case Lamini, Casella, Castellaro, Castoglio, Corrieri, Costa, Costadasino, Dongola, Galella, Granara, Groppo San Siro, La Valle, Lennova, Maestri, Mariano, Mercati, Mormorola (sede comunale), Pieve di Gusaliggio, Roncotasco, Rovere, Rovina, San Martino, San Siro, Sorbetta, Sozzi, Stazione Valmozzola, Tessi, Vettola, Case Croci, Oppiedolo, Padella, Casale, Vei Sotto, Vei Sopra.

## Amministrazione
Di seguito è presentata una tabella relativa alle amministrazioni che si sono succedute in questo comune.
| Periodo        | Periodo        | Primo cittadino   | Partito                                      | Carica  | Note   |
| -------------- | -------------- | ----------------- | -------------------------------------------- | ------- | ------ |
| 6 aprile 1988  | 8 giugno 1990  | Roberto Gatti     | Democrazia Cristiana                         | Sindaco | [ 24 ] |
| 14 giugno 1990 | 24 aprile 1995 | Roberto Gatti     | Democrazia Cristiana                         | Sindaco | [ 24 ] |
| 24 aprile 1995 | 14 giugno 1999 | Roberto Gatti     | lista civica                                 | Sindaco | [ 24 ] |
| 14 giugno 1999 | 14 giugno 2004 | Gabriella Olari   | lista civica                                 | Sindaco | [ 24 ] |
| 14 giugno 2004 | 8 giugno 2009  | Gabriella Olari   | lista civica                                 | Sindaco | [ 24 ] |
| 8 giugno 2009  | 26 maggio 2014 | Claudio Alzapiedi | lista civica                                 | Sindaco | [ 24 ] |
| 26 maggio 2014 | 27 maggio 2019 | Claudio Alzapiedi | lista civica "Libertà e progresso"           | Sindaco | [ 24 ] |
| 27 maggio 2019 | 9 giugno 2024  | Claudio Alzapiedi | lista civica "Impegno comune per Valmozzola" | Sindaco | [ 24 ] |
| 9 giugno 2024  | in carica      | Claudio Alzapiedi | lista civica "Impegno comune per Valmozzola" | Sindaco | [ 24 ] |